# ルーク・ガーディナー (初代マウントジョイ子爵)

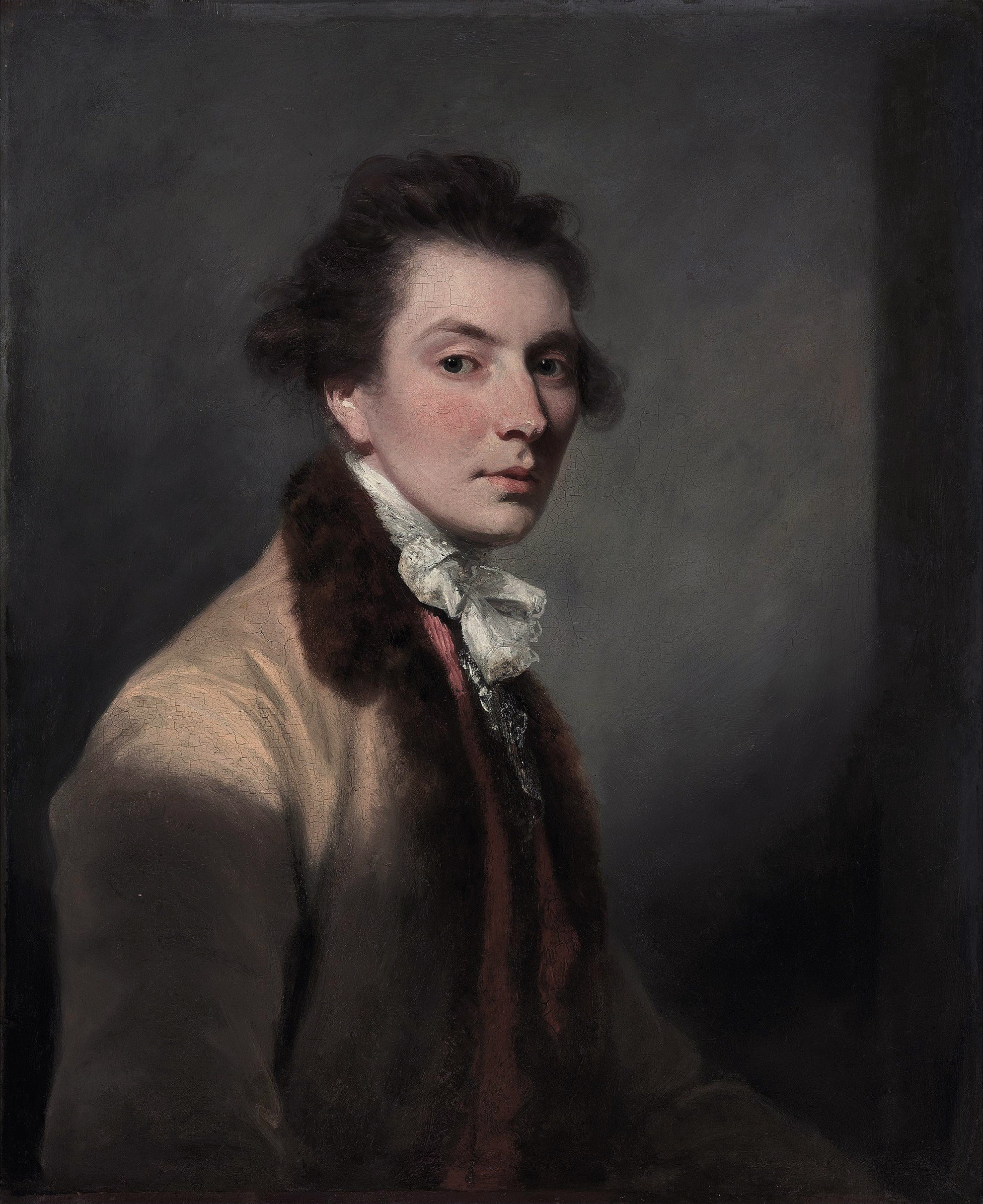
ジョシュア・レノルズによる肖像画、1773年作。

初代マウントジョイ子爵ルーク・ガーディナー（英語: Luke Gardiner, 1st Viscount Mountjoy PC (Ire)、1745年2月7日 – 1798年6月5日）は、アイルランド王国出身の政治家、貴族。

## 生涯
チャールズ・ガーディナー（1769年11月15日没）とフロリンダ・ノーマン（Florinda Norman、ロバート・ノーマンの娘）の息子として、1745年2月7日に生まれた。イートン・カレッジで教育を受けた後、1762年6月7日ケンブリッジ大学セント・ジョンズ・カレッジに入学、1766年にB.A.の学位を、1769年にM.A.の学位を修得した。また、1767年にダブリン大学トリニティ・カレッジよりB.A.と同等の学位認定を受けた。
父が初代ブレッシントン伯爵および第3代マウントジョイ子爵ウィリアム・ステュアートの遺産を継承しており、第3代マウントジョイ子爵の死から3か月後に父が死去するとルークがその遺産を継承した。
1773年から1789年までダブリン県選挙区の代表としてアイルランド庶民院議員を務めた。また、ダブリン民兵隊隊長とアイルランド枢密院の枢密顧問官を務めた。
1789年9月19日にアイルランド貴族であるティロン県におけるマウントジョイのマウントジョイ男爵に叙され、1795年9月30日に同じくアイルランド貴族であるティロン県におけるマウントジョイのマウントジョイ子爵に叙された。
1798年アイルランド反乱の最中の1798年6月5日、ニュー・ロスの戦いで戦死した。1人目の妻との間の息子チャールズ・ジョンが爵位を継承した。

## 家族
1773年7月3日、エリザベス・モンゴメリー（Elizabeth Montgomery、1783年11月7日没、初代準男爵サー・ウィリアム・モンゴメリーの娘）と結婚した。
- 男子 - 早世
- チャールズ・ジョン（1782年 – 1829年） - 第2代マウントジョイ子爵、初代ブレッシントン伯爵

1793年10月20日、マーガレット・ウォリス（Margaret Wallis、ヘクター・ウォリスの娘）と再婚した。